# Siemovite IV, Duque da Mazóvia
Siemovite IV (Ziemowit IV), também conhecido como Siemovite IV, O Jovem (1353/1356 – 21 de janeiro de 1426), foi um Príncipe da Mazóvia, membro da Casa Piasta, do Ramo da Mazóvia. A partir de 1373/74, foi Duque de Rawa, e após a divisão da herança paterna entre ele e seu irmão, em 1381, governador de Rawa, Płock, Sochaczew, Gostynin, Płońsk e Wizna. A partir de 1386, vassalo hereditário polonês, a partir de 1388, governador de Belz. Entre 1382 e 1401, ele perdeu Wizna e, entre 1384 e 1399 e 1407 e 1411, ele perdeu Zawkrze, entre 1384 e 1399 ele perdeu Płońsk, tomada pela Ordem Teutônica.
Ele foi o segundo filho de Siemovite III, Duque de Mazóvia, e de sua primeira esposa, Eufêmia, filha de Nicolau II de Opava.
Já durante a vida de seu pai, Siemovite IV recebeu seu próprio distrito, a Rawa Mazowiecka (por volta de 1373 ou 1374), e como resultado da partilha da Mazóvia entre ele e seu irmão mais velho, Janusz I da Varsóvia, após a morte de seu pai, em 16 de junho de 1381, Siemovite IV, finalmente, obteve a totalidade de seus domínios: Rawa, Płock, Sochaczew, Gostynin, Płońsk e Wizna.

## Vida
Siemovite IV escolheu se opor a seu irmão mais velho, Janusz I, nas relações com o Reino Polonês - em especial, quando ele tentou obter a coroa real. Um ano após a aquisição de seus próprios domínios, o Rei Luís da Polônia e da Hungria morreu, em 10 de setembro de 1382, e com isso surgiu a oportunidade de colocar sua candidatura à coroa, apoiado pela Grande Polônia e a nobreza da Cujávia (centrada em torno do poderoso Bartosz Wezenborg). No entanto, o falecido rei tinha feito acordos entre a nobreza da Pequena Polônia, que garantiu o apoio à sua filha mais velha, e a herdeira Maria e seu marido Sigismundo de Luxemburgo. Sem esperar por um acordo favorável, em janeiro de 1383, Siemovite IV marchou para a Grande Polônia, no comando de suas tropas, marcando o início da Guerra Civil da Grande Polônia.
Inesperadamente, em Buda (hoje, Budapeste), a Nobre Viúva Rainha Isabel da Bósnia decidiu alterar a decisão de seu marido e aceitou o reinado de sua filha mais nova Edviges sobre a Polônia, ao invés de Maria e Sigismundo, que permaneceram governantes da Hungria. Esta decisão fez com que vários apoiadores de Siemovite IV esperassem que ele pudesse se casar com a jovem rainha (apesar do fato de que ela já estava prometida a Guilherme de Habsburgo) e, desta forma, ambas as facções poderiam se conciliar e, além disso, essa união com a antiga dinastia Piasta poderia legitimar, o governo angevino.
O primeiro passo para implementar esse plano era a candidatura formal de Siemovite IV à coroa real. Para este fim, em uma reunião da nobreza e da aristocracia, em Sieradz, o Arcebispo Bodzanta de Gniezno, um de seus principais defensores, propôs a candidatura de Siemovite IV ao trono. Esta proposta rapidamente ganhou ampla aceitação, e só graças à corajosa intervenção do voivoda da Cracóvia, João de Tęczyn, que lhes aconselhou a abster-se de qualquer decisão até a chegada de Edviges, a ideia foi abandonada. A oposição da Polônia Menor à candidatura de Siemovite IV foi, provavelmente associada ao medo do crescente governo da Grande Polônia, em um eventual governo do duque mazoviano. Outro argumento contra isto foi a emergente ideia de união com o Grão-Ducado da Lituânia.

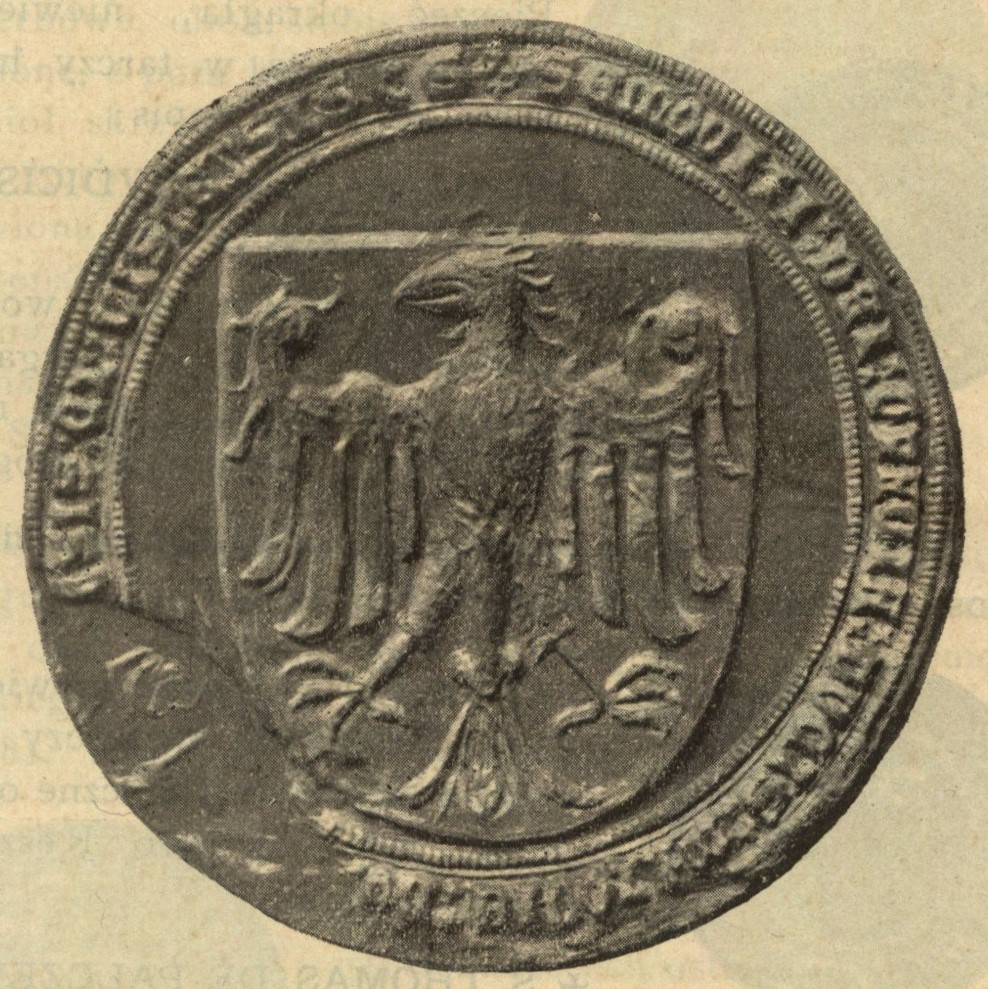
Selo de Siemovite IV

Estes eventos não desanimaram Siemovite IV, que estava determinado a obter a coroa, até mesmo pela força. Com o provável conhecimento, e consentimento, do Arcebispo Bodzanta, ele tentou raptar Edviges e se casar com ela, num ato de desespero para ganhar a coroa. Quando a nobreza da Polônia Menor soube de suas intenções, eles fecham os portões de Wawel para os homens de Bodzanta, entre eles estava, escondido, Siemovite IV. Eles também avisaram Edvigem, que permaneceu na corte de sua mãe, até que fosse seguro viajar.
Apesar da derrota de seus planos ambiciosos, Siemovite IV continuou seus esforços para obter o trono polonês. Para esta finalidade, após queimar as propriedades de seus adversários políticos, em Książ, ele voltou para Sieradz, onde uma parte da nobreza local o proclamou Rei da Polônia. Desta vez, no entanto, o congresso carecia de autoridade real e, por essa razão, atrasou a sua esperada coroação, tentando conquistar o país à força. Depois de uma desastrosa campanha e um cerco falho a Kalisz (Siemovite IV foi capaz de obter apenas a Cujávia), alguns de seus partidários, decidiram assinar um armistício, em 29 de setembro de 1383.
A maior vantagem do cessar-fogo para a Polônia foi a associação das tropas húngaras ao país, sob o comando pessoal de Sigismundo de Luxemburgo. O ataque combinado das forças húngaras e polacas fez com que Siemovite IV desistisse do combate,  e além disso, quando seu irmão Janusz optou pelo reconhecimento de Edviges como rainha.

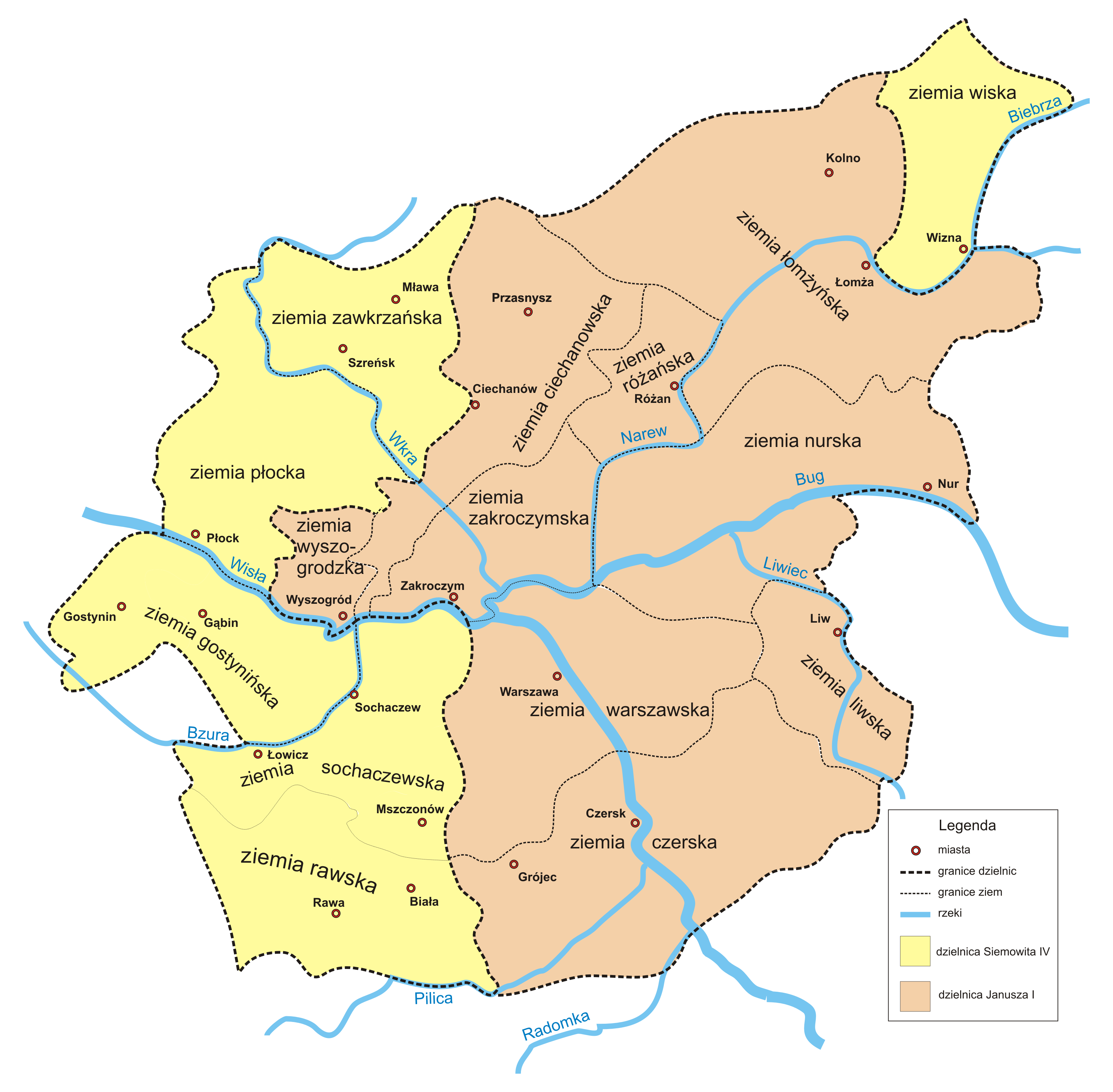
Divisão de Mazóvia
(1381 - 1426).

A derrota de Siemovite IV reduziu, em muito, o número de seus partidários. Consequentemente, e depois de uma rejeição final em outubro de 1384, da poderosa nobreza da Polônia Menor, a um casamento com Edviges, o duque adotou uma tática diferente: se era impossível para ele obter a coroa, ele decidiu ganhar todos os territórios possíveis.
Desta vez, a luta ocorreu com sucesso para Siemovite IV: até o final de 1384, ele conseguiu conquistar Łęczyca. No entanto, ele logo percebeu que, dado o poder da união Polaco-lituana (confirmada na União de Krewo), suas forças eram muito pequenas. Finalmente, ele decidiu fazer negociações de paz com Eviges, que terminou com sucesso, em 12 de dezembro de 1385, com a assinatura de um tratado, segundo o qual Siemovite IV devolveria todas as terras tomadas por ele em troca da quantia de 10.000 marcos de Praga, e mais importante, ele renunciou a todas as suas reivindicações à coroa polonesa e prestou homenagem à Rainha Edviges e seu novo marido e rei, Ladislau II Jagelão, a partir do qual ele recebeu o Ducado de Belz como dote da Princesa Alexandra da Lituânia, irmã de Ladislau, que se casou com Siemovite IV, como um gesto de reconciliação entre ambas as partes.
O testemunho final da renúncia total de Siemovite IV à coroa polonesa foi o seu comparecimento às cerimônias de batismo, casamento e coroação de Edviges e Jagelão, na Cracóvia. Após essas cerimônias, ele renovou sua homenagem ao casal real. Após isso, ele se juntou à comitiva real para Vilna, onde participou do processo de cristianização da Lituânia.
Após ter finalmente admitido sua derrota e prestado homenagem ao rei da Polônia, a situação política de Siemovite foi significantemente deteriorada. Antes da guerra, como um governante independente, ele podia, de fato, transitar seu apoio entre a Polônia, a Lituânia e a Ordem Teutônica; agora, como um vassalo, era visto, claramente, como um aliado do Reino da Polônia. Além disso, para financiar suas políticas, ele precisava de dinheiro e, muitas vezes, hipotecou alguns de seus domínios à Ordem Teutônica, incluindo Wizna (entre 1382 e 1401), Plonsk (entre 1384 e 1399) e Zawkrze (entre 1384 e 1399 e, de novo, entre 1407 e 1411).
Em vista do crescente atrito entre a Polônia e a Ordem Teutônica, Siemovite IV tentou obter o maior benefício pra si mesmo e interveio como mediador. Também, depois da deflagração da guerra de 1409-1410, entre Polônia, Lituânia e Ordem Teutônica, a atitude do duque mazoviano não estava clara: por um lado, ele tentou fazer contato com o Rei Sigismundo da Hungria e, por outro lado, pressionou seus vizinhos beligerantes a manterem a paz. Em vista da falha de suas tentativas em fazer um acordo, Siemovite finalmente enviou suas tropas para a Batalha de Grunwald, mas sua participação foi apenas simbólica. Na verdade, foi seu filho, Siemovite V, quem dispôs de dois pavilhões de suas próprias tropas e lutou ao lado dos poloneses reais e das tropas lituanas. Para manter suas relações de amizade com a Ordem Teutônica, ele os reembolsou durante a campanha e, em troca, a Ordem devolveu Zawkrze a Siemovite IV, apesar do fato de que, pela Paz de Espinhos (1411), eles não eram obrigados.
Apesar de sua subordinação oficial à Polônia, Siemovite IV tentou seguir uma política exterior independente. Isso ficou expresso nos frequentes contatos com o rei húngaro, Sigismundo, que, desejando trazer o vassalo polaco pro seu lado, deu ao duque a rica prebenda do Bispado def Veszprém e outras posses pela Hungria.
As relações de Siemovite IV com a Polônia, apesar de alguns atritos temporários causados por sua política independente demais (ele até cunhou as próprias moedas), permaneceram amigáveis, apesar do fato de que ele não cumpria seus deveres como vassalo, e só enviava tropas à Polônia, ocasionalmente, quando era exigido dele. Outro gesto de amizade com o rei Ladislau II foi percebido quando ele usou as filhas de Siemovite IV em casamentos políticos e o apoio dado a seu filho, Alexandre, em sua carreira eclesiástica.
Nas políticas domésticas, Siemovite IV continuou a reestruturação econômica que começou no governo de seu pai. Para este propósito, além dos estatutos existentes, ele inseriu a lei de Kulm em muitas de suas cidades e promoveu a colonização da nobreza mazoviana em Beltz.
Depois de 1420, Siemovite IV, devido a sua progressiva cegueira, gradualmente deu, a seus filhos adultos, participação no governo. Em 1425, a disputa sobre a eleição de seu chanceler, Stanisław de Pawłowic, como Bispo de Płock, não trouxe nada de bom para a Mazóvia, e apenas forçou os seus filhos, Siemovite V e Casimiro II, a uma humilhante rendição.
Siemovite IV morreu em 21 de janeiro de 1426, em Gostynin, e foi sepultado na cripta ducal, na Catedral de Płock.

## Casamento e descendência
Em 1387, Siemovite IV se casou com Alexandra da Lituânia (morta em 20 de abril de 1434), uma princesa lituana, filha de Algirdas, Grão-Duque da Lituânia, e sua segunda esposa, Uliana de Tver. Eles tiveram treze filhos:
- Siemovite V (1389 - 17 de fevereiro de 1442).
- Edviges (nascida por volta de 1392 - morta depois de 19 de fevereiro de 1439), casou-se após 3 de janeiro de 1410, com João Garai, Senhor de Temes e Požega.
- Cimburga (nascida por volta de 1394 - 28 de setembro de 1429), casou-se, em 25 de janeiro de 1412, com Ernesto I, Duque da Áustria.
- Eufêmia (1395/97 - morta antes de 17 de setembro de 1447), casou-se, em 20 de novembro de 1412, com Bolesłau I, Duque de Teschen.
- Amélia (1397/98 - morta após 17 de maio de 1434), casou-se, em 16 de maio de 1413, com Guilherme II, Margrave da Mísnia.
- Alexandre da Mazóvia (1400 - 2 de junho de 1444), um diplomata e Bispo de Trento, Bispo titular de Chur, Cardeal titular de Damasco, e Patriarca de Aquileia.
- Casimiro II (1401/03 - 15 de setembro de 1442).
- Traidenis II de Plock (1403/06 - 25 de julho de 1427).
- Ladislau I de Plock (1406/09 - 11/12 de dezembro de 1455).
- Alexandra (1407/10 - morta por volta de 1426).
- Maria da Mazóvia (1408/15–14 de fevereiro de 1454), casou-se, em 24 de junho de 1432, com Bogislau IX, Duque da Pomerânia.
- Ana (24 de abril de 1411 - morta antes de 7 de fevereiro de 1435), casou-se antes de 26 de maio de 1427, com Miguel Žygimantaitis, um príncipe lituano.
- Catarina (1413/16 - morta entre 2 de junho de 1479 e 5 de julho de 1480), casou-se antes de 21 de agosto de 1439, com Michael Žygimantaitis (viúvo de sua irmã Ana).

Entre os netos de Alexandra e Siemovite IV incluíam-se o Sacro Imperador Frederico III, Przemyslaus II, Duque de Teschen, a  Duquesa Sofia da Pomerania-Slupsk e Doroteia Garai, rainha da Bósnia.
Antes de seu casamento, Siemovite IV gerou um filho ilegítimo, Miklusz (também chamado Mikołaj, nascido antes de 1387), que foi legitimado em 29 de junho de 1417, pelo Imperador Sigismundo. Nada mais se sabe sobre ele.